# Zealoctenus cardronaensis
Zealoctenus cardronaensis là một loài nhện trong họ Miturgidae. Chúng được miêu tả năm 1973 bởi Raymond Robert Forster & Cecil Louis Wilton.